# Henrik Holtermann
Henrik Høhling Holtermann (født 23. marts 1997 i Ballerup) er en dansk curler.
På landsplan er han tredobbelt dansk juniormester i curling (2016, 2017, 2018).
Han repræsenterede Danmark ved de olympiske vinterlege 2022 i Beijing, hvor han blev nummer 10.